# Пятаева, Наталия Вячеславовна
Пятаева Наталия Вячеславовна (род. 11 апреля 1964, г.Уфа) — советский и российский филолог, доктор филологических наук, доцент. Профессор кафедры языкознания и лингводидактики филологического факультета  Белорусского государственного педагогического университета им. Максима Танка.

## Биография
Родилась в 1964 году в г. Уфа Башкирской АССР (ныне Республика Башкортостан, Россия).
В 1987 году с отличием окончила филологический факультет Башкирского государственного университета с присвоением квалификации «Филолог. Учитель русского языка и литературы», по распределению направлена на работу на кафедру преподавания русского языка в национальной школе Стерлитамакского государственного педагогического института.
С 1992 по 1995 гг. училась в аспирантуре при кафедре общего и сравнительно-исторического языкознания БашГУ.
14 марта 1995 года защитила кандидатскую диссертацию под руководством д. ф. н. профессора Юлии Петровны Чумаковой.
20 октября 1999 года присвоено учёное звание доцента.
С 2005 по 2008 гг. училась в докторантуре при кафедре общего и сравнительно-исторического языкознания БашГУ с прохождением научной стажировки в Отделе этимологии и ономастики Ин-та русского языка имени В.В. Виноградова АН РФ.
23 октября 2007 года защитила докторскую диссертацию в БашГУ (научный консультант –  д. ф. н. профессор Юлия Петровна Чумакова).

## Научная деятельность
Области научных интересов: история и теория лингвистики, историческая лексикология восточнославянских языков, этимология, терминоведение, лексикография.
Опубликовано более 200 научных работ, среди которых 6 монографий; 16 учебных пособий по практическому курсу русского языка, современному русскому языку, введению в теорию языка, современным проблемам науки и образования, исторической лексикологии; более 150 статей в российских, белорусских, украинских и польских журналах и сборниках научных работ.
С 2012 года руководит межвузовской научно-исследовательской «Лабораторией аспектной лексикографии», представительным печатным органом которой является периодическая международная коллективная монография «Лексикографические штудии», публикуемая в Издательстве Московского государственного университета имени М.В. Ломоносова.  Проект осуществляется на базе «Лаборатории аспектной лексикографии» и кафедры языкознания и лингводидактики Белорусского государственного педагогического университета имени Максима Танка в сотрудничестве с Институтом лингвистических исследований РАН по общероссийской теме «Лексический атлас русских народных говоров».

### Избранные труды
- Пятаева, Н.В. Опыт динамического описания синонимичных этимологических гнёзд *em- и *ber- ‘брать, взять’ в истории русского языка // Этимология. 1994 – 1996. М.: Наука, 1997. – С. 140 – 147.
- Пятаева, Н.В. Лингвосинергетика как продолжение системного принципа и проблемы динамического исследования сложных лексических систем // Мир русского слова. СПб.:  Златоуст, 2004. № 3 (20). – С. 98 – 104.
- Пятаева, Н.В. От извлечь // вынуть к изящной словесности (история термина в истории этимологического гнезда) // Русская словесность. 2006. № 6. – С. 74 – 78.
- Пятаева, Н.В. Антропоцентрический и системоцентрический принципы лингвистики в динамическом исследовании лексических гнёзд: монография. Уфа: Гилем (Наука), 2006. – 280 с.
- Пятаева, Н.В., Насипов, И.С. Введение в теорию языка: Рекомендовано УМО по классич. университетскому образованию в качестве учеб. пособия для студентов 1 – 5-го курсов филолог. фак-тов вузов. Стерлитамак: Стерлитамакская гос. пед. академия, 2007. – 224 с.
- Пятаева, Н.В. Генетическая парадигма «Давать // дать → брать → взять → иметь → нести → давать» в истории русского языка: монография в 2 ч. Стерлитамак: Стерлитамакская гос. пед. академия им. Зайнаб Биишевой, 2009. – 320 с.
- Пятаева, Н.В. К проблеме исследования лексики праславянского языка // Acta Neophilologica: Wydawnictwo Uniwersytetu Warmińsko-Mazurskiego w Olsztynie. XV. 2013. № 1. – S. 143 – 154.
- Пятаева, Н.В. (отв. ред.) Лексикографические штудии 2013: международная коллективная монография. М.: Издательство Московского университета, 2013. – 220 с.
- Пятаева, Н.В. (отв. ред.) Лексикографические штудии 2014: международная коллективная монография. М.: Издательство Московского университета, 2015. – 356 с.
- Пятаева, Н.В. Проект диахронического словообразовательного словаря этимологического гнезда: методология и принципы построения // Русская лексикография вчера, сегодня, завтра:  коллективная монография. Т. VII / Науч. редакция Аллы Камаловой. Olsztyn (Poland): Centrum Badan’ Europy Wschodniej Uniwersytetu Warmin’sko-Mazurskiego, 2015. – С. 163 – 178.
- Пятаева, Н.В. К проблеме контрастивного описания лексико-семантических систем восточнославянских языков в диахроническом аспекте // W kręgu zagadnień semantyki i stylistyki tekstu / Pod red. A. Piaseckiej, I. Blumental. Łódź: Wydawnictwo Uniwersytetu Łódzkiego, 2016. – S. 327 – 335.
- Пятаева, Н.В. Описание сложных лексических систем в гнездовом диахроническом словаре нового типа // Слово и словарь = Vocabulum et vocabularium. Вып. 14 / Ин-т лингв. исслед. РАН / Отв. ред. О.Н. Крылова, С.А. Мызников. СПб.: Нестор-История, 2016. – С. 560 – 580.
- Пятаева, Н.В. (отв. ред.) Лексикографические штудии: Международная коллективная монография. Вып. 3. М.: Издательство Московского университета, 2017. – 504 с.
- Пятаева, Н.В. Гнездовой диахронический словарь: к проблеме динамического исследования и лексикографического представления сложных лексических систем // Слово и словарь = Vocabulum et vocabularium: сб. научных материалов / Нац. акад. наук Беларуси, Центр исслед. белорус. культ., языка и лит-ры, Ин-т языкознания им. Якуба Коласа; Гл. ред. И.Л. Копылов. Минск: Четыре четверти, 2017. 596 с. – С. 164 – 171.
- Пятаева, Н.В. Этимологическое гнездо *dati в праславянском языке: реконструкция, словообразование, семантика // Acta universitatis Lodziensis: folia linguistic Rossica / Pod red. Iji Blumental. Łòdż: Wydawnictwo Uniwersytetu Łòdżkiego, 2017. № 14. – S. 113 – 124.
- Пятаева, Н.В. Антропоцентрический и синергетический принципы лингвистики в динамическом исследовании лексических гнёзд: монография. М.: Флинта, 2018. – 212 с.
- Пятаева, Н.В. Историческая лексикология русского языка: динамическое описание этимологических гнёзд: учеб. пособие. 2-е изд., испр. и доп. М.: ФЛИНТА, 2018. – 236 с.
- Пятаева, Н.В. «Системный семантический словарь русского языка» Л.М. Васильева в контексте современной лексикографии // Слово и словарь = Vocabulum et vocabularium: сб. научн. статей / Нац. акад. наук Беларуси, Центр исслед. белор. культуры, языка и лит., Ин-т языкознания имени Якуба Коласа / Гл. ред. И.Л. Копылов. Минск: Беларуская навука, 2019.  Вып. 16. – С. 159 – 164.
- Пятаева, Н.В. Do problemu parametryzacji leksykograficznej terminologii leksykologii historycznej języków wschodniosłowiańskich (К проблеме лексикографической параметризации терминологии исторической лексикологии восточнославянских языков) // Acta universitatis Lodziensis: folia linguistic Rossica / Pod red. Iji Blumental. Łòdż: Wydawnictwo Uniwersytetu Łòdżkiego, 2019. № 17. – S. 65 – 76.
- Пятаева, Н.В. (отв. ред.) Лексикографические штудии: международная коллективная монография. Вып. 4. Rīga: BVKI, 2020. – 350 с.
- Пятаева, Н.В., Дятко, Д.В. Фундаментальные словари Михаила Гапеевича Булахова в контексте современной лексикографии: к 100-летию со дня рождения учёного // Лексический атлас русских народных говоров (Материалы и исследования) 2020 / Отв. ред. С.А. Мызников. СПб.: ИЛИ РАН, 2020. – С. 238 – 258.